# Arnold Geulincx
Arnold Geulincx (Antwerpen, 31 januari 1624 – Leiden, november 1669) was een Belgisch filosoof in de stromingen van het rationalisme en het occasionalisme.

## Biografie
Geulincx is te Leuven aan het college De Lelie in de wijsbegeerte opgeleid en heeft mede de lessen van de Nederlandse humanist Erycius Puteanus gevolgd. In 1646 werd hij aan hetzelfde college benoemd als docent in de wijsbegeerte en had hij zich reeds doen kennen als bestrijder van de scholastieke natuurverklaring. In 1658 werd hij, waarschijnlijk om zijn sympathie met het jansenisme, uit zijn ambt ontzet. Hierna begaf hij zich naar Leiden, waar hij nog datzelfde jaar doctor in de geneeskunde werd. In 1659 werd hij aldaar gemachtigd tot het geven van wijsgerige colleges in besloten kring. In 1662 werd hij, op aanbeveling van de hoogleraar theologie Abraham Heidanus, benoemd tot lector en in 1665 tot buitengewoon hoogleraar.

## Kern van zijn leer
De wijsbegeerte van René Descartes is door Geulincx, waarschijnlijk naar het voorbeeld van zijn Leuvense leermeester G. Philippi en diens werk Medulla logicae (1661) omgebogen in de richting van het occasionalisme.
In navolging van Descartes neemt Geulincx de algemene methodische twijfel als uitgangspunt; het cogito ergo sum (Ik denk, dus ik besta) accepteert hij als criterium van het klare en duidelijke inzicht van alle zekerheid. Hieruit weet hij zijn gedachten op te bouwen tot een streng gesloten systeem van christelijke wijsbegeerte op rationalistische basis, dat tegenover de geloofsleer een volstrekte zelfstandigheid zal bewaren, maar daarmede naar zijn overtuiging op geen enkele wijze in strijd komen.
Het beginsel dat de delen van dit systeem, logica, kennisleer, metafysica en ethica tot eenheid brengt, is het streven om mens en wereld nauwer met God te verbinden, meer speciaal om de afhankelijkheid van de geschapen dingen ten opzichte van God als Eerste Oorzaak zo scherp mogelijk te doen uitkomen.

## Logica
In de logica heeft Geulincx de Cartesiaanse wezensbepaling van het oordeel als bevestiging door de wil tot centrale gedachte verheven. Zo opgevat zal zij naar zijn mening de methodische scholing van het denken, met het oog op het zoeken van nieuwe wegen in wetenschap en wijsbegeerte en op de verdere doorgronding van de werkelijk, kunnen verzekeren.
Zijn metaphysica vera staat als onafhankelijk van alle ervaring gewonnen leer van het substantiële Zijn in 3 delen, te weten; het Ik, de Stof en God, tegenover de metaphysica peripatetica, die ons de wereld doet kennen zoals zij zich naar de vormen en categorieën van onze kenvermogens aan ons voordoet. De kennisleer zal de verhouding tussen beiden moeten bepalen.

## Kennisleer en Metafysica
Geulincx meent dat het Cartesiaanse dualisme in de alledaagse antropologie elke onderlinge inwerking van ziel en lichaam volstrekt moet uitsluiten. Immers, datgene waarvan wij niet weten hoe het geschiedt, dat wordt ook door ons niet verricht; impossibile est ut is faciat, qui nescit quomodo fiat.
Hoe de ziel correspondeert of samenwerkt met het lichaam, tot in de eenheid, moet volgens Geulincx volstrekt onverklaard blijven, tenzij een beroep wordt gedaan op de oorzakelijkheid van God, waaraan echter in de ondoorgrondelijkheid van Gods wezen een grens van kenbaarheid is gesteld. Hierbij komt Geulincx tot de conclusie dat God, op een voor ons onbegrijpelijke wijze, het duale doet opgaan in eenheid. Hij houdt aan de mens het schouwspel der wereld voor.
God is dus de enige causa vera (ware oorzaak) van de stoffelijke en geestelijke processen die door Hem onafhankelijk van elkaar volgens door Hem vrijelijk vast gestelde regels gevolgtrekken.
Hierbij geeft hij de metafoor van de twee klokken, die, onafhankelijk van elkaar, gelijk lopen zonder in een causaal verband te staan. Deze theorie is beter bekend als de theorie van de "vooruitbestaande harmonie" die sedert Leibniz onder deze naam ontwikkeld is.
Al reeds 25 jaar eerder is hij door Geulincx ter sprake gebracht.
De gedachte van de uitsluitende oorzakelijkheid Gods wordt bij Geulincx geradicaliseerd; bij gelegenheid van de ene verschijning brengt Hij het andere teweeg. God is de almachtige oorzaak van al het plaatshebbende individuele.

## Ethica
Geulincx definieert de deugd als liefde tot de rechte rede, die met de liefde tot God samenvalt. Evenals de stoïcijnen beschouwt hij haar als in wezen een: waar er een is, daar zijn zij alle, en waar er een niet is, is er geen.
Haar vier hoofdvormen zijn: de ijver bij het leren kennen van de wet der rede, die de wijsheid tot vrucht heeft; de gehoorzaamheid aan haar gebod, die de mens waarlijk vrijmaakt; de rechtvaardigheid, die al ons handelen met de rede doet overeenkomen, en de nederigheid, die de mens zichzelf gering doet achten uit liefde tot God en tot de rede en hem brengt tot volledige overgave aan de goddelijke leiding.

## Geulincx' nawerking
De wijsbegeerte van Geulincx heeft reeds tijdens zijn leven in het milieu van Leiden geestverwanten en bewonderaars gevonden. Tot zijn trouwste vrienden behoorde de theoloog Abr. Heidanus, die hem op vrijgevige wijze in zijn levensonderhoud steunde en aan wie hij zijn positie aan de universiteit te danken had. Van degenen die zich na zijn vroege dood voor de verspreiding van zijn denkbeelden verdienstelijk hebben gemaakt, zijn C. Bontekoe en A. de Reus als uitgever en vertaler van zijn werken. Mede door hun invloed heeft zijn filosofie en vooral zijn ethiek tot het einde van de 17de eeuw in de Republiek in hoog aanzien gestaan en werd hij vrij algemeen beschouwd als een waardig vertegenwoordiger van de wijsbegeerte van Descartes en als een vroom Christen.

## Geschriften

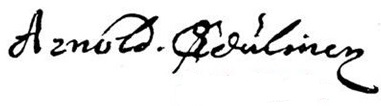
Autograaf van Geulincx

Bij Geulincx' leven verschenen van zijn hand:
- Quaestiones quodlibeticae (Antw., 1653), herdrukt onder de titel Saturnalia (Ldn., 1665)
- Logica restituta (Ldn., 1662)
- Methodus inveniendi argumenta (Ldn., 1663 en 1675) beschikbaar via KU Leuven Bijzondere Collecties
- De virtute et primis ejus proprietatibus (Ldn., 1665), eerste gedeelte van zijn Ethica
- Van de hooftdeuchden (Ldn., 1675), vrije vertaling van het eerste gedeelte van zijn Ethica

Postuum verschenen:
- Ethica (Ldn., 1675)
- Physica vera (Ldn., 1688)
- Compendium physicae (Fran., 1688)
- Metaphysica vera et ad mentem Peripateticam (A"dam., 1691)
- De geestkunde van Arnold Geulings (Dordr., 1696)
- Éthique, H. Bah (transl.), Turnhout 2009, Brepols Publishers, ISBN 978-2-503-52761-1